# 多带图灵机
多带图灵机和图灵机类似，唯一的不同在于它可以有 {\displaystyle k>1} 条纸带，每条纸带上
都有一个读写头。其状态转移函数 {\displaystyle \delta } 修改为：
此处 {\displaystyle k} 是带子的数目。表达式
其中 {\displaystyle m_{i}} = L 或 R，
说明若机器处于状态 {\displaystyle q}，
读写头 {\displaystyle 1,2,\ldots ,k} 所读出的符号分别为{\displaystyle x_{1},x_{2},\ldots ,x_{k}}，
则转移到新状态 {\displaystyle q'}，
将读写头 {\displaystyle 1,2,\ldots ,k} 下的符号分别修改为 {\displaystyle x'_{1},x'_{2},\ldots ,x'_{k}} ，
并将读写头 {\displaystyle i} 按照 {\displaystyle m_{i}} 所指示的方向移动，
{\displaystyle m_{i}=L} 读写头 {\displaystyle i} 向左移，
{\displaystyle m_{i}=R} 读写头 {\displaystyle i} 向右移。
可以证明，对于任意一个多带图灵机 {\displaystyle M} ，存在一个单带图灵机 {\displaystyle M'} ，满足 {\displaystyle L(M)=L(M')}。